# Дамаскин (Папаяннакис)
Митрополи́т Дамаски́н Папаянна́кис (греч. Μητροπολίτης Δαμασκηνός Παπαγιαννάκης; 1958, Ханья — 8 апреля 2025, Афины) — епископ Критской православной церкви Константинопольского патриархата, митрополит Кидонийский и Апокоронский, ипертим и экзарх Критского и Миртойского морей (2006—2025).

## Биография
По получении общего образования поступил в Критскую духовную семинарию.
В 1976 году был пострижен в монашество с именем Дамаскин в честь преподобного Иоанна Дамаскина. 5 июля 1981 года хиротонисан во иеродиакона, а 31 июля 1982 года — во иеромонаха. Служил приходским священником и проповедником в Кидонийской митрополии.
Поступил в богословскую школу Фессалоникийского университета, которую окончил в 1989 году. В 1990—1991 годах там же прошёл аспирантуру со специализацией в области богослужения и искусства, после чего получил магистерскую степень.
В 2001 году был назначен протосингелом Кидонийской митрополии.
7 ноября 2006 года был избран, а 18 ноября того же года хиротонисан во епископа с возведением в достоинство митрополита Кидонийского и Апокоронского.
Скончался 8 апреля 2025 года в Афинах.